# Kabupaten Aceh Tamiang
Kabupaten Aceh Tamiang es una de las Regencias o Municipios (kabupaten) localizado en la provincia de Aceh en Indonesia. El gobierno local del kabupaten y la capital se encuentra en la ciudad de Karang Baru.
El kabupaten de Aceh Tamiang comprende una superficie de 1.939,72 km² y ocupa parte del norte de la isla de Sumatra. La población se estima en unos 254.338 habitantes.
El kabupaten se divide a su vez en 12 Kecamatan.

## Lista de Kecamatan
1. Kecamatan Karang Baru
2. Kecamatan Seruway
3. Kecamatan Manyak Payed
4. Kecamatan Rantau
5. Kecamatan Tamiang Hulu
6. Kecamatan Kejuruan Muda
7. Kecamatan Bendahara
8. Kecamatan Kota Kuala Simpang
9. Kecamatan Tenggulun
10. Kecamatan Sekerak
11. Kecamatan Banda Mulia
12. Kecamatan Bandar Pusaka

## Enlaces
- Website de la provincia de Aceh (en indonesio)

- Datos: Q5678
- Multimedia: Aceh Tamiang Regency / Q5678